# Eguchipsammia gaditana
Eguchipsammia gaditana is een rifkoralensoort uit de familie van de Dendrophylliidae. De wetenschappelijke naam van de soort is voor het eerst geldig gepubliceerd in 1873 door Duncan.